# Coupe du monde des clubs de handball 2011
Navigation
Édition précédente Édition suivante
La Coupe du monde des clubs de handball 2011  est la sixième édition de la Coupe du monde des clubs de handball organisé par la Fédération internationale de handball. Elle se déroule du 14 au 18 mai 2011 au Qatar pour la troisième fois. Tous les matches sont joués à la salle «  Al-Gharafa Sports Club Hall » à Doha.

## Déroulement de la compétition
Le format de la coupe du monde des clubs prévoit la répartition de huit équipes en deux groupes A et B. 
Le vainqueur du groupe A rencontre le vainqueur du groupe B, les deuxièmes de chaque groupe se rencontrent pour la 3e place, les troisièmes se rencontrent pour la 5e place, les quatrièmes se rencontrent pour la 7e place.

## Participants
| Club           | Pays      | Confédération | Titre                    |
| -------------- | --------- | ------------- | ------------------------ |
| THW Kiel       | Allemagne | EHF           | Champion d'Europe 2010   |
| BM Ciudad Real | Espagne   | EHF           | Tenant du titre 2010     |
| EC Pinheiros   | Brésil    | PATHF         | Champion d'Amérique 2011 |
| Al-Sadd        | Liban     | AHF           | Champion d'Asie 2010     |
| Zamalek SC     | Égypte    | CAHB          | Champion d'Afrique 2011  |
| Southern Stars | Australie | OCHF          | Représentant d'Océanie   |
| Al-Sadd SC     | Qatar     | AHF           | Hôte                     |
| Al-Rayyan      | Qatar     | AHF           | Wild Card                |

## Phase de groupes

### Composition des groupes
| Groupe A - THW Kiel - Al-Rayyan - Al-Sadd - EC Pinheiros | Groupe B - BM Ciudad Real - Al-Sadd SC - Zamalek SC - Southern Stars |

### Poule A

#### Classement
| Rang | Équipe       | Pts | G | N | P | BP  | BC  | Diff |
| ---- | ------------ | --- | - | - | - | --- | --- | ---- |
| 1    | THW Kiel     | 6   | 3 | 0 | 0 | 119 | 77  | +42  |
| 2    | Al-Sadd      | 4   | 2 | 0 | 1 | 77  | 97  | -20  |
| 3    | EC Pinheiros | 1   | 0 | 1 | 2 | 85  | 94  | -9   |
| 4    | Al-Rayyan    | 1   | 0 | 1 | 2 | 87  | 100 | -13  |

|  | Pts points ; G victoires ; N nuls ; P défaites BP buts marqués ; BC buts encaissés ; Diff différence de buts |

#### Matches
| 14 mai 2011 15h30 | THW Kiel             | 42 - 18  | Al-Sadd        | Al-Gharafa Sports Club Hall, Doha Arbitrage : Kristic, Ljubic |
| 14 mai 2011 15h30 | Christian Sprenger 9 | (22 - 8) | Khoder Nahas 9 | Al-Gharafa Sports Club Hall, Doha Arbitrage : Kristic, Ljubic |
| 14 mai 2011 15h30 | ×3 ×1                | Rapport  | ×3             | Al-Gharafa Sports Club Hall, Doha Arbitrage : Kristic, Ljubic |

| 14 mai 2011 20h30 | Al-Rayyan      | 29 - 29   | EC Pinheiros                                    | Al-Gharafa Sports Club Hall, Doha Arbitrage : Al Nuaimi, Al Marzouki |
| 14 mai 2011 20h30 | Dragan Gajic 7 | (12 - 18) | Felipe Borges Ribeiro, Fabio Ferraresi Vanini 6 | Al-Gharafa Sports Club Hall, Doha Arbitrage : Al Nuaimi, Al Marzouki |
| 14 mai 2011 20h30 | ×3 ×2 ×1       | Rapport   | ×3 ×1                                           | Al-Gharafa Sports Club Hall, Doha Arbitrage : Al Nuaimi, Al Marzouki |

| 15 mai 2011 14h00 | EC Pinheiros              | 29 - 36   | THW Kiel        | Al-Gharafa Sports Club Hall, Doha Arbitrage : Al Suwaidi, Bamutref |
| 15 mai 2011 14h00 | Guilherme Rosa Oliveira 6 | (14 - 21) | Kim Andersson 7 | Al-Gharafa Sports Club Hall, Doha Arbitrage : Al Suwaidi, Bamutref |
| 15 mai 2011 14h00 | ×3 ×2                     | Rapport   | ×3 ×2           | Al-Gharafa Sports Club Hall, Doha Arbitrage : Al Suwaidi, Bamutref |

| 15 mai 2011 20h00 | Al-Sadd                        | 30 - 28   | Al-Rayyan       | Al-Gharafa Sports Club Hall, Doha Arbitrage : Kristiansen, Abrahamsen |
| 15 mai 2011 20h00 | Oscar Perales, Nenad Bilbija 8 | (14 - 14) | Manuel Štrlek 8 | Al-Gharafa Sports Club Hall, Doha Arbitrage : Kristiansen, Abrahamsen |
| 15 mai 2011 20h00 | ×2                             | Rapport   | ×3              | Al-Gharafa Sports Club Hall, Doha Arbitrage : Kristiansen, Abrahamsen |

| 16 mai 2011 14h00 | Al-Sadd            | 29 - 27   | EC Pinheiros                              | Al-Gharafa Sports Club Hall, Doha Arbitrage : Al Nuaimi, Al Marzouki |
| 16 mai 2011 14h00 | Eduardo Gurbindo 9 | (12 - 13) | Fernando Pacheco, Felipe Borges Ribeiro 6 | Al-Gharafa Sports Club Hall, Doha Arbitrage : Al Nuaimi, Al Marzouki |
| 16 mai 2011 14h00 | ×3                 | Rapport   | ×3                                        | Al-Gharafa Sports Club Hall, Doha Arbitrage : Al Nuaimi, Al Marzouki |

| 16 mai 2011 18h00 | THW Kiel     | 41 - 30   | Al-Rayyan                    | Al-Gharafa Sports Club Hall, Doha Arbitrage : Krichen, Makhlouf |
| 16 mai 2011 18h00 | Momir Ilic 7 | (19 - 15) | Marko Kopljar, Jakov Gojun 6 | Al-Gharafa Sports Club Hall, Doha Arbitrage : Krichen, Makhlouf |
| 16 mai 2011 18h00 | ×3 ×0        | Rapport   | ×3 ×2                        | Al-Gharafa Sports Club Hall, Doha Arbitrage : Krichen, Makhlouf |

### Poule B
Classement
| # | Équipe         | Pts | G | N | P | BP  | BC  | Diff |
| - | -------------- | --- | - | - | - | --- | --- | ---- |
| 1 | BM Ciudad Real | 6   | 3 | 0 | 0 | 111 | 70  | +41  |
| 2 | Zamalek SC     | 3   | 1 | 1 | 1 | 103 | 93  | +10  |
| 3 | Al-Sadd SC     | 3   | 1 | 1 | 1 | 104 | 97  | +7   |
| 4 | Southern Stars | 0   | 0 | 0 | 3 | 67  | 125 | -58  |

|  | Pts points ; G victoires ; N nuls ; P défaites BP buts marqués ; BC buts encaissés ; Diff différence de buts |

## Phase finale

### Match pour la7eplace
| 18 mai 2011 14h00 | Al-Rayyan               | 36 - 21  | Southern Stars | Al-Gharafa Sports Club Hall, Doha Arbitrage : Al Suwaidi, Bamutref |
| 18 mai 2011 14h00 | Moussa Alrayes Bassel 7 | (17 - 7) | Raphael Leis 6 | Al-Gharafa Sports Club Hall, Doha Arbitrage : Al Suwaidi, Bamutref |
| 18 mai 2011 14h00 | ×3 ×4                   | Rapport  | ×3 ×5          | Al-Gharafa Sports Club Hall, Doha Arbitrage : Al Suwaidi, Bamutref |

### Match pour la5eplace
| 18 mai 2011 16h00 | EC Pinheiros            | 39 - 36   | Al-Sadd SC     | Al-Gharafa Sports Club Hall, Doha Arbitrage : Krichen, Makhlouf |
| 18 mai 2011 16h00 | Felipe Borges Ribeiro 6 | (25 - 18) | Renato Sulic 9 | Al-Gharafa Sports Club Hall, Doha Arbitrage : Krichen, Makhlouf |
| 18 mai 2011 16h00 | ×3                      | Rapport   | ×2 ×4          | Al-Gharafa Sports Club Hall, Doha Arbitrage : Krichen, Makhlouf |

### Petite finale
| 18 mai 2011 18h00 | Al-Sadd            | 28 - 23   | Zamalek SC       | Al-Gharafa Sports Club Hall, Doha Arbitrage : Kristiansen, Abrahamsen |
| 18 mai 2011 18h00 | Marko Krivokapic 7 | (13 - 10) | Ahmed El-Ahmar 8 | Al-Gharafa Sports Club Hall, Doha Arbitrage : Kristiansen, Abrahamsen |
| 18 mai 2011 18h00 | ×6                 | Rapport   | ×2               | Al-Gharafa Sports Club Hall, Doha Arbitrage : Kristiansen, Abrahamsen |

### Finale
| 18 mai 2011 20h00 | THW Kiel      | 28 - 25   | BM Ciudad Real  | Al-Gharafa Sports Club Hall, Doha Arbitrage : Kristic, Ljubic |
| 18 mai 2011 20h00 | Marcus Ahlm 7 | (10 - 14) | Kiril Lazarov 6 | Al-Gharafa Sports Club Hall, Doha Arbitrage : Kristic, Ljubic |
| 18 mai 2011 20h00 | ×4 ×1         | Rapport   | ×4 ×2           | Al-Gharafa Sports Club Hall, Doha Arbitrage : Kristic, Ljubic |

## Classement final
| Rang | Club           | Nation    | Confédération | Prime     |
| ---- | -------------- | --------- | ------------- | --------- |
| 1    | THW Kiel       | Allemagne | EHF           | 400 000 $ |
| 2    | BM Ciudad Real | Espagne   | EHF           | 200 000 $ |
| 3    | Al-Sadd        | Liban     | AHF           | 150 000 $ |
| 4    | Zamalek SC     | Égypte    | CAHB          | -         |
| 5    | EC Pinheiros   | Brésil    | PATHF         | -         |
| 6    | Al-Sadd SC     | Qatar     | AHF           | -         |
| 7    | Al-Rayyan      | Qatar     | AHF           | -         |
| 8    | Southern Stars | Australie | OHF           | -         |